# جاگواریپ
جاگواریپ (به پرتغالی: Jaguaripe) یک منطقهٔ مسکونی در برزیل است که در باهیا واقع شده‌است. جاگواریپ ۱۸٬۹۸۱ نفر جمعیت دارد.